# Altsüdarabische Religion
Die altsüdarabische Religion war wie die anderen Religionen semitischer Völker polytheistisch, erst im 4. nachchristlichen Jahrhundert breiteten sich das Judentum und das Christentum in Südarabien aus, bevor sie zu Beginn des 7. Jahrhunderts vom Islam verdrängt wurden.

## Polytheistische Zeit

### Pantheon

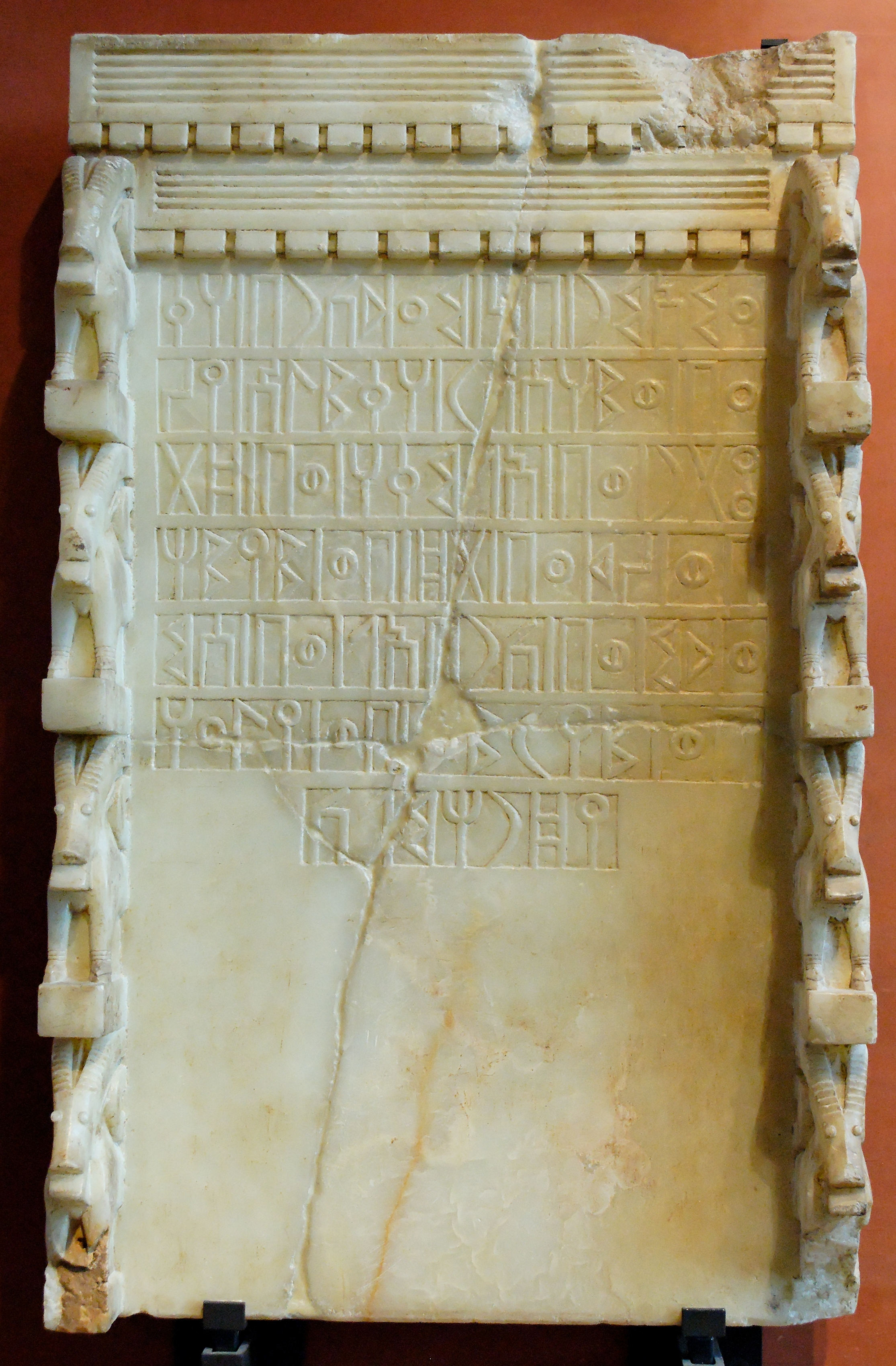
Sabäische Votivinschrift

Wie alle anderen altorientalischen Religionen (außer dem Judentum) auch war die altsüdarabische Religion polytheistisch, wobei der astrale Charakter der Götter deutlich erkennbar ist. Gewöhnlich wird versucht, die meisten Gottheiten auf eine Trias Sonne – Mond – Venus zurückzuführen, am extremsten hat diese Theorie Ditlef Nielsen vertreten. Nielsens Rekonstruktion einer aus drei Gottheiten bestehenden Götterfamilie wird schon lange weitgehend abgelehnt, doch ist hinsichtlich der Vereinfachung der Götterwelt auf eine Trias noch kein Konsens erreicht: besonders Maria Höfner versuchte, seltenere Gottheiten als Erscheinungsformen einer der drei Triasgestalten zu deuten, während z. B. A.F.L. Beeston dieses Vorgehen für eine zu große Vereinfachung hielt.
An der Spitze des Pantheons stand in allen altsüdarabischen Reichen der Gott Athtar, der Repräsentant des Planeten Venus. Er war überdies sowohl für die überlebenswichtige Bewässerung zuständig als auch ein kriegerischer, den Feinden Tod bringender Gott. Die Sonne wurde in Qataban und Hadramaut unstrittig durch Schams repräsentiert, neben den vor allem in den anderen Reichen noch mehrere Göttinnen standen, die mit großer Sicherheit ebenfalls als Sonnengottheiten gedeutet werden können. Daneben hatte jedes Reich seinen eigenen Nationalgott, in Saba war dies Almaqah, der traditionell als Mondgott angesehen wird, daneben wurde er aber aufgrund seiner Symbole mit der Sonne in Verbindung gebracht. Der minäische und wohl auch ausanische Nationalgott hieß Wadd („Liebe“); er wird ausdrücklich als Mondgott bezeichnet. Möglicherweise stammte er aus Nordarabien. Sin („Mond“), der hadramitische Nationalgott, wird schon aufgrund seines Namens traditionell als Mondgott angesehen, doch aufgrund seiner Symbolik könnte er auch ein Sonnengott gewesen sein. Schließlich war der Nationalgott Qatabans Amm, vielleicht ebenfalls ein Mondgott.
Neben diesen wichtigen Gottheiten erwähnen die Inschriften viele weitere, meist regional eng begrenzte Götter, darunter Sama, der im Westen Sabas verehrt wurde und später von Ta'lab verdrängt wurde, die aus Nordarabien entlehnte Göttin 'Uzzayan und Dhu-Samawi, der Stammesgott der zwischen Ma'in und Nadschran ansässigen Amir.
Über die Mythologie ist nichts bekannt, lediglich die verschiedenen Göttern zugeordneten Symbole lassen Schlüsse auf die mythologische Stellung einzelner Götter zu, jedoch lassen sich kaum Symbole und Symboltiere sicher einer Gottheit zuordnen.

### Kulte
Wohnsitz und Kultort einer Gottheit war ihr Tempel, ein offenes Gebäude (haram oder mahram), dessen Zugang nur unter bestimmten rituellen Reinheitsgeboten erlaubt war. So durfte man Tempel nicht mit schmutzigen oder zerrissenen Kleidern betreten, Frauen war es verboten, ihn während der Menstruation zu besuchen. Neben den reichen öffentlichen Tempeln gab es auch kleinere Heiligtümer, die „Burgkapellen“, in denen der Patron (schāyim) der Burgherrenfamilie verehrt wurde, sowie Hausheiligtümer (mas3wad „Feuerstelle“) und Gebetsplätze (madhqanat). Während sich die genannten Kultorte alle innerhalb der Siedlungen befanden, standen an markanten Punkten Stelen (qayf) isoliert in der Landschaft.

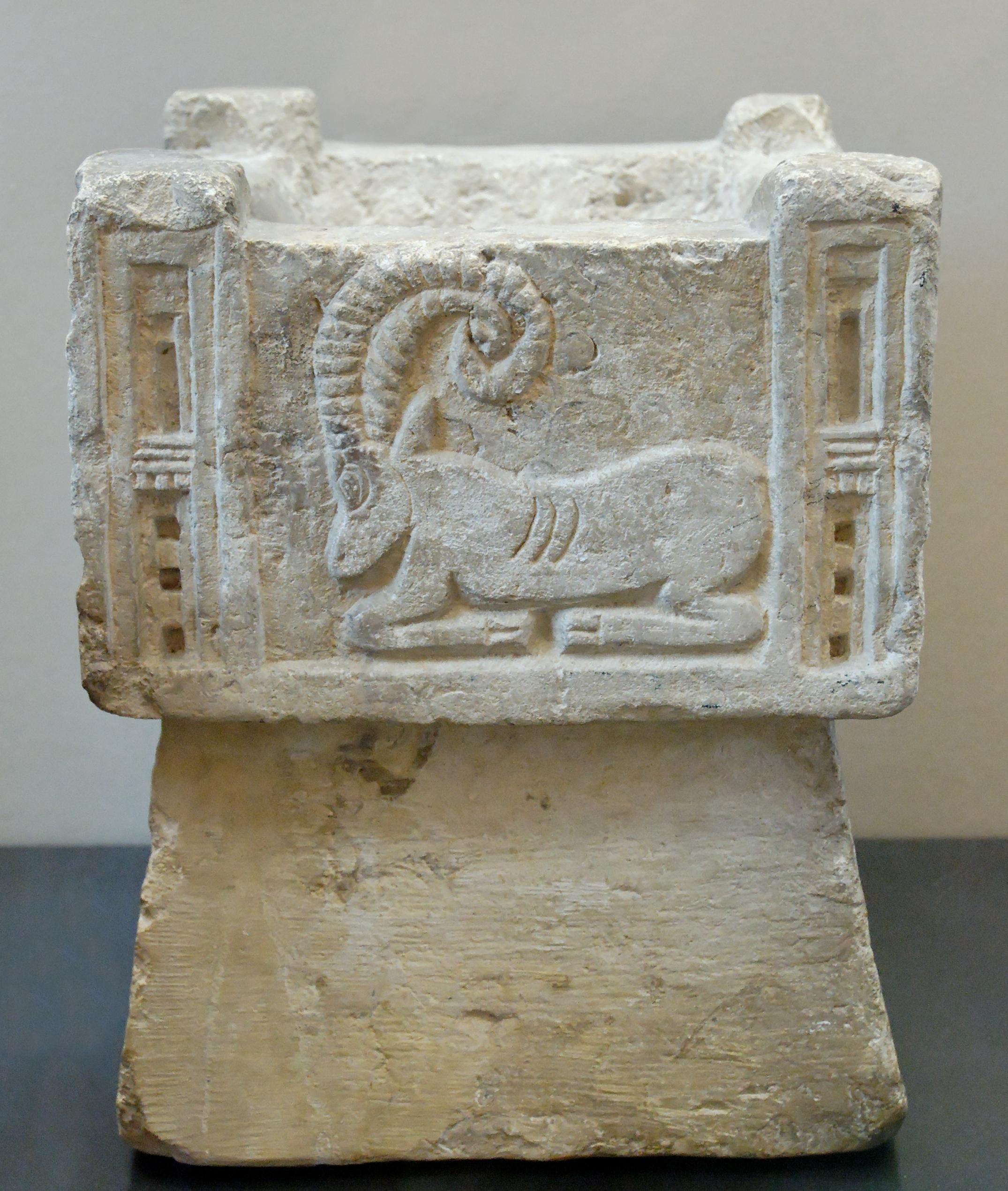
Altsüdarabischer Räucheraltar mit Steinbockrelief

Wesentlich weniger ist über die Kulthandlungen selbst bekannt. Die wichtigste derartige Handlung war das auf verschiedenen Arten von Altären ausgeübte Opfer, wobei sich Schlachtopfer, Räucheropfer und möglicherweise auch Libationen unterscheiden lassen. Zu offiziellen Anlässen konnten durchaus bis zu 40 Tiere geopfert werden; als Opfertiere werden verschiedene Wildkatzenarten und Stiere erwähnt. Eine dem Schlachtopfer ähnliche Handlung bildete die sakrale Jagd, die ausschließlich vom Herrscher ausgeübt wurde. Die Jagdbeute stimmt offenbar mit den Opfertieren des Schlachtopfers überein. In bestimmten Teilen des Hadramaut wird dieser Ritus noch heute praktiziert. Ob es auch Menschenopfer gab, ist nicht sicher, bisher ist nur die rituelle Tötung von Feinden im Zusammenhang mit Kampfhandlungen überliefert. Die in der Frühzeit belegten Personendedikationen sind nur als Verpflichtung einer Person zu Arbeitsdienst im Tempel einer Gottheit zu verstehen. Eine weitere wichtige kultische Handlung war das Orakel (masʾal), das offenbar an bestimmten Orten praktiziert wurde, so war noch in islamischer Zeit der Tempel des Ta'lab in Riyam auf dem Dschebel Itwa als Orakelstätte bekannt. Inschriften aus einer Orakelstätte bei Naschq im Dschauf machen sogar die Rekonstruktion des Rituals möglich: Die Befragung fand an festgelegten Tagen statt, der Fragende brachte auf bestimmten Altären Opfer dar oder stiftete eine Statuette und trug dann seine Frage vor. Der Orakelspruch wurde ihm von einem Priester übermittelt, bei einem negativen Spruch brachte der Fragende erneut ein Opfer dar und wiederholte die Befragung. Daneben sind auch das Losorakel (maqsam) und die Orakelübermittlung als Vision im Schlaf im Tempel belegt.
Sonstige Kulte sind nur fragmentarisch überliefert, so der Umlauf um ein Heiligtum (tawāf / ṭwf), die Zuführung einer Frau zu einem Gott als Gattin, Bittprozessionen zum Tempel, kultische Reinigung der Waffen und das öffentliche Schuldbekenntnis, besonders das eines Verstoßes gegen Reinheitsvorschriften. In der „Mukarrib-Periode“ fand der Bundesschluss statt, über dessen Ablauf nichts bekannt ist.
Die Tempel wurden von verschiedenen Priestern und anderen Titelträgern organisiert, deren genaue Funktion aber dunkel bleibt. Von großer Bedeutung waren einige Priester, die in bestimmten Zyklen wechselten, die Kabīre, und deshalb als Eponyme für die Jahresdatierung benutzt wurden. Ob auch die Mukarribe Priester waren, ist unklar, immerhin trugen die qatabanischen Mukarribe priesterliche Titel.

### Totenkult

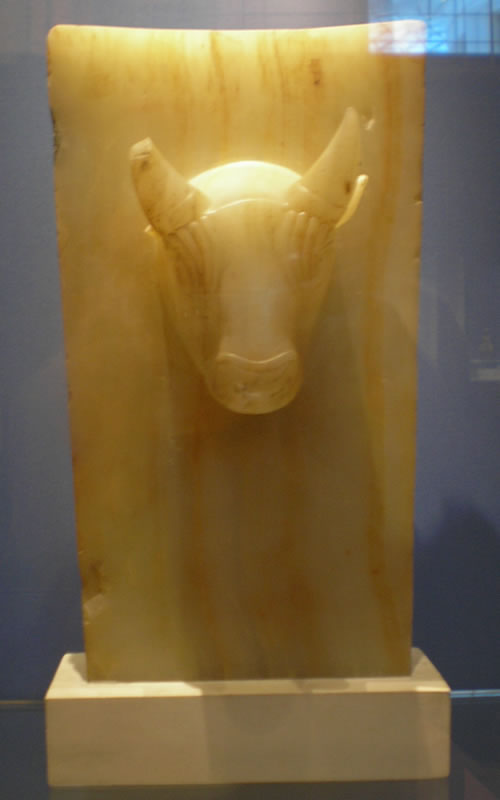
Grabstele mit Stierkopf

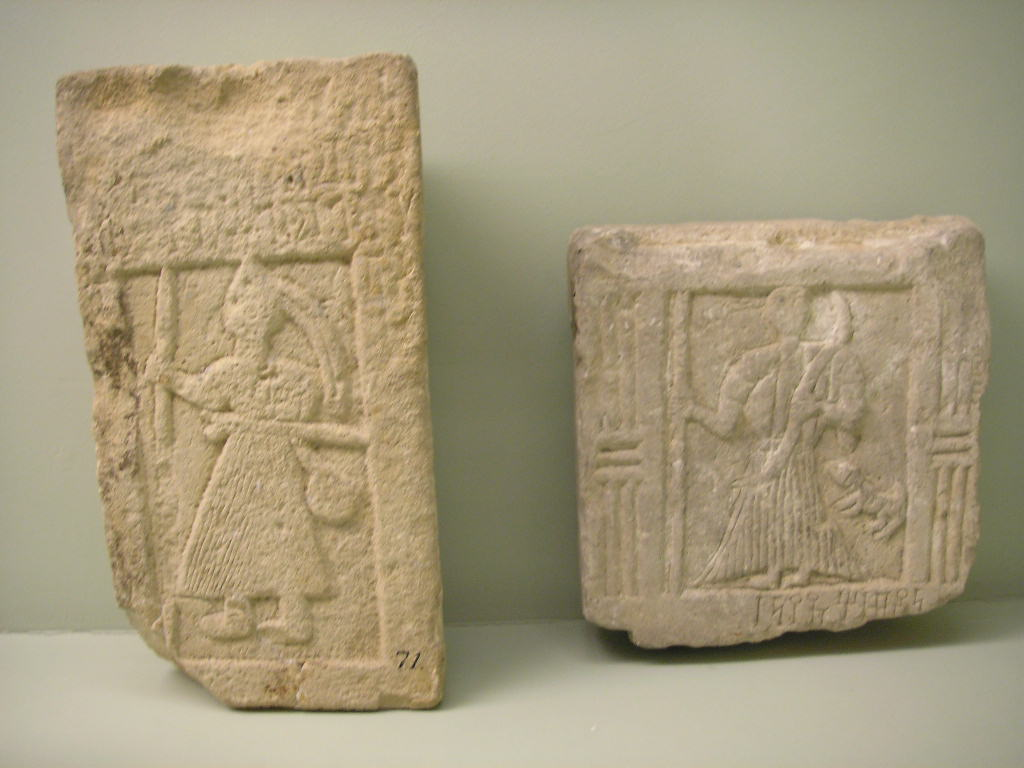
Grabsteine mit Darstellungen von Toten

Die Gräber hatten im vorislamischen Südarabien mannigfaltige Formen. In Felswänden wurden künstliche Grabhöhlen (Grundfläche: ca. 3 × 3 m, Höhe: 3 m) mit Nischen in den Innenwänden, die wohl für Grabbeigaben oder kleine Statuetten bestimmt waren, eingehauen. Eine weitere, einfachere Bestattungsform bestand in den Boden gegrabenen Löchern, in die der Leichnam gelegt wurde, und die mit einem Steinhaufen überdeckt und eventuell mit einem Steinkreis o. ä. markiert wurden. Vornehmeren Personen waren oberirdische Grabbauten vorbehalten. Eine häufige Art dieser Grabbauten waren mausoleenartige, würfelförmige Anlagen mit Kammern im Innern, in deren Wänden sich Nischen für die Aufnahme der Toten befanden. Ein besonders großer Bau, der sich neben dem Awwam in Marib befindet, enthielt ca. 60 Grabnischen und zusätzlich weitere Grabkammern unter dem Fußboden. Eine andere Art der oberirdischen Grabbauten bildeten die sogenannten Pillboxes, die offenbar ausschließlich auf Bergkämmen errichtet wurden. Ihre Außenwände waren meist rund, durch einen Eingang gelangte man in den viereckigen Innenraum, welcher durch ein mit Geröll bedecktes Gewölbe abgedeckt wurde. Weiter sind auch runde, im Aufriss bienenkorbartig aussehende, Grabhäuser sowie Grabtürme belegt. Alle diese Grabtypen können sowohl einzeln als auch in verschieden großen Gruppen auftreten. In der Nähe vieler Gräber standen Grabstelen, die oft den Namen des Bestatteten nennen und ihn teilweise sowohl in einer diesseitigen Umgebung als auch im Jenseits zusammen mit einer Gottheit darstellen.
Über altsüdarabische Jenseitsvorstellungen ist sehr wenig bekannt, da keine eigentlichen religiösen Texte erhalten sind. Einen Hinweis auf derartige Vorstellungen liefern vor allem die leider oft geplünderten Grabbeigaben, zu denen Schmuck, Siegel, Amulette, Plastiken, Waffen und Keramik sowie auch – bisher nur einmal belegt – geschlachtete Tiere gehörten. Wie auch in anderen Kulturen dienten sie wohl der Versorgung des Toten im Jenseits. Auch das ausdrückliche Verbot, andere Personen in bereits belegten Gräbern zu bestatten, weist in diese Richtung. In einigen Fällen wurden die Toten auch mumifiziert.

## Monotheismus
Hauptartikel: Rahmanismus 

Hauptartikel: Geschichte des Judentums im Jemen
Seit der 2. Hälfte des 4. Jahrhunderts n. Chr. werden in den Inschriften des sabäo-himjarischen Reiches nicht mehr die alten Götter, sondern der „Herr des Himmels“ und „der Barmherzige“ angerufen. Nach dem altsüdarabischen Wort Rahmanan „der Barmherzige“ wird diese Religion auch als „Rahmanismus“ bezeichnet. Die Existenz von Synagogen und einige Inschriften zeigen, dass das Judentum seit dem 4. Jahrhundert eine wichtige Rolle in Himjar spielte, doch ist nicht gesichert, dass es die einzige monotheistische Religion in Südarabien war. Spätestens seit Anfang des 6. Jahrhunderts sind auch christliche Gemeinden bekannt, die ihren Gott ebenfalls als Rahmanan bezeichneten. Yusuf Asʾar Yathʾar († 525) war der einzige König in Südarabien, dessen Monotheismus nachweislich jüdisch war, vielleicht als Gegengewicht zum christlichen Konkurrenten Aksum, das 525 mit der Eroberung des Jemen das Christentum einführte, welches bis zur Einführung des Islam 632 herrschend war.